# Энгель, Фёдор Иванович (сенатор)
Фёдор Иванович Энгель (Theodor Engel; 20 (31) декабря 1769 — 9 (21) марта 1837) — действительный тайный советник, сенатор, член Государственного совета. Дядя графа Ф. П. Литке.

## Биография
Происходил из штаб-офицерских детей. На службу был определён 25 декабря 1776 года в Лейб-гвардии Семёновский полк; 1 января 1787 года уволен в отставку с чином поручика, но уже 14 декабря был вновь определён на службу — в штаб генерал-аншефа князя Репнина; участвовал в штурме Очакова.
С 1789 года Энгель находился в Молдавии и в 1791 году был переведён в Таврический гренадерский полк секунд-майором. В 1794 году участвовал в подавлении польского восстания. Произведённый в 1795 году в премьер-майоры, в следующем году он был уволен от военной службы для определения к гражданским делам и назначен секретарём при князе Репнине по Рижской губернии, с производством в подполковники. В 1797 году определён в Орденский капитул правителем канцелярии, с переименованием в надворные советники; в 1798 году перемещён во вспомогательный банк директором, а в 1799 году — в Коллегию иностранных дел.
С 1 января 1801 года — действительный статский советник; 23 февраля того же года назначен кабинет-секретарем Павла I, но по вступлении на престол императора Александра I, с 9 апреля 1801 года назначен экспедитором Государственного (Непременного) совета по 1-й части иностранной и коммерческой. 1 января 1810 года он был произведён в тайные советники и назначен статс-секретарём по отделению государственной экономии Государственной канцелярии. В 1819 году Энгель назначен градоначальником в Феодосию, а с 25 мая 1820 года — присутствующим в Правительствующем сенате по 4-му департаменту, с увольнением от должности Феодосийского градоначальника. В 1821 году он был перемещён к присутствованию в 1-м департаменте. Энгель состоял членом различных комитетов и комиссий. В 1826 году он был членом комитета, учреждённого для прекращения лихоимства, а будучи назначенным в Верховный уголовный суд по делу декабристов был членом комиссии, определявшей разряды государственных преступников (декабристов).
С 24 апреля 1828 году ему было повелено присутствовать в Государственном совете и исправлять должность председателя комиссии прошений, впредь до назначения другого председателя; 31 июля того же года назначен председателем медицинского совета Министерства внутренних дел (занимал эту должность до 16 марта 1831 года), а 25 декабря ему было повелено присутствовать в департаменте законов Государственного совета. В действительные тайные советники он был произведён 6 апреля 1830 года. Во время отсутствия министра внутренних дел графа Закревского Энгель три раза временно исправлял его должность. Почётный член Петербургской академии наук с 9 декабря 1829 года.
Был назначен в сентябре 1831 года председателем временного правления Царства Польского, но уже 26 декабря того же года уволен от этой должности за совершенным расстройством здоровья. С учреждением в Государственном совете особого департамента для дел Царства Польского, Энгелю, 14 февраля 1832 года, повелено было присутствовать в данном департаменте, председательствуя во время отсутствия в столице генерал-фельдмаршала Паскевича. Похоронен на Волковском лютеранском кладбище в Санкт-Петербурге.

## Личная жизнь
Согласно семейной хронике, «Энгель был человек умный, его беседа, любезность обхождения, тон высшего общества, хорошие манеры приобрели ему много друзей. Но бесхарактерность его сгубила в нём государственного мужа и не допустила ему быть счастливым в частной жизни. Будучи уже в зрелых летах, он не решался жениться, хотя между лучшими невестами для него могло быть только затруднение в выборе. Он всегда довольствовался метрессами, от одной из которых, г-жи Фризель, имел дочь Надежду Сереброву (1806—16.10.1868; умерла от рака, похоронена на Смоленском кладбище), в замужестве с 1 июля 1829 года за бароном Фёдором Ивановичем Розеном. Все эти связи прикрывались завесою приличия, пока он не сделался жертвой первой попавшейся гетеры».
В 1808 году Энгель познакомился с Анной Карловной Литке, женой отставного майора морских батальонов, польского дворянина Адамовича. Эту даму из-за её неприличного поведения знали многие из моряков, когда она жила с мужем в Кронштадте (Николай I писал о жене Энгеля в одном из своих писем в 1831 году: «известная публичная б….»). Их связь продолжалась два года, как все прежние, но в 1810 году Энгель взял её в свой петербургский дом, где вместе со своей роднёй она завладела там всем. Около 1820 года она стала его законной женой, хотя никому не было известно, когда и где совершился этот брак. Её дочь от первого брака Софья Семёновна Адамович была замужем за Р. Ф. Фурманом; сын — Иван Семёнович (1796—после 1871), выпускник Морского кадетского корпуса, мичман, коллежский асессор, по духовному завещанию Энгеля получил имение Заходы Речицкого уезда, где состоял уездным предводителем дворянства (1851).

## Награды
- Орден Святого Владимира 4-й степени (18.05.1792)
- Орден Святой Анны 2-й степени (21.08.1799)
- Орден Святой Анны 1-й степени (18.04.1809)[7]
- Орден Святого Владимира 2-й степени (21.04.1826)[8]
- Орден Белого орла (6.12.1831)[9]
- Орден Святого Александра Невского (2.10.1829)[9]
- Орден Святого Владимира 1-й степени (26.03.1832)[9]